# Міхалув (Піньчовський повіт)
Міхалув (пол. Michałów) — село в Польщі, у гміні Міхалув Піньчовського повіту Свентокшиського воєводства.
Населення — 1033 особи (2011).
У 1975-1998 роках село належало до Келецького воєводства.

## Демографія
Демографічна структура на день 31 березня 2011 року:
|          | Загалом | Допрацездатний вік | Працездатний вік | Постпрацездатний вік |
| -------- | ------- | ------------------ | ---------------- | -------------------- |
| Чоловіки | 535     | 104                | 354              | 77                   |
| Жінки    | 498     | 81                 | 286              | 131                  |
| Разом    | 1033    | 185                | 640              | 208                  |